# Wojna w Kosowie
Wojna w Kosowie (alb. Lufta e Kosovës; serb. Косовски рат, Kosovski rat) – konflikt zbrojny w Kosowie, toczony od 28 lutego 1998 do 11 czerwca 1999 roku pomiędzy siłami Federalnej Republiki Jugosławii, która kontrolowała Kosowo przed wojną, a kosowską albańską milicją separatystyczną znaną jako Armia Wyzwolenia Kosowa (UÇK). Konflikt zakończył się interwencją Sojuszu Północnoatlantyckiego (NATO) poprzez naloty na Jugosławię w marcu 1999 roku, w wyniku których wojska jugosłowiańskie wycofały się z Kosowa.
UÇK została utworzona na początku lat 90. w celu walki z dyskryminacją etnicznych Albańczyków i represjami wobec opozycji politycznej prowadzonymi przez władze jugosłowiańskie, które rozpoczęły się po zlikwidowaniu autonomii Kosowa przez serbskiego przywódcę Slobodana Miloševicia w 1989 roku. UÇK zainicjowała swoją pierwszą kampanię w 1995 roku, po tym jak sprawa Kosowa została pominięta w porozumieniu z Dayton kończącym wojnę w Bośni i stało się jasne, że strategia pokojowego oporu promowana przez prezydenta Ibrahima Rugovę nie doprowadziła do podniesienia sprawy Kosowa na arenie międzynarodowej. W czerwcu 1996 roku organizacja wzięła na siebie odpowiedzialność za akty terroru wymierzone w posterunki policji jugosłowiańskiej w Kosowie podczas powstania w Kosowie (w 1998 roku UÇK została uznana przez Departament Stanu USA  za organizację o charakterze terrorystycznym). W 1997 roku organizacja nabyła dużą ilość broni poprzez przemyt z Albanii, po rebelii, w trakcie której organizacje rebelianckie zdobyły dużą ilość uzbrojenia zrabowanego z posterunków albańskiej policji i armii. Na początku 1998 roku ataki UÇK przeciwko władzom jugosłowiańskim w Kosowie doprowadziły do wzrostu obecności serbskich oddziałów paramilitarnych i regularnej armii, które następnie rozpoczęły kampanię odwetową wymierzoną w sympatyków UÇK i przeciwników politycznych; w ramach tej kampanii zginęło od 1500 do 2000 cywilów i bojowników UÇK, a do marca 1999 roku przesiedlono 370 000 Albańczyków z Kosowa.
20 marca 1999 roku siły jugosłowiańskie rozpoczęły masową kampanię represji i wydalania Albańczyków z Kosowa po wycofaniu się misji OBWE w Kosowie i niepowodzeniu proponowanego porozumienia z Rambouillet. W odpowiedzi NATO rozpoczęło interwencję zbrojną, przeprowadzając kampanię bombardowań lotniczych, która rozpoczęła się 24 marca, uzasadniając ją jako „wojnę humanitarną”. Wojna zakończyła się porozumieniem z Kumanowa podpisanym 9 czerwca 1999 roku, na mocy którego siły jugosłowiańskie i serbskie zgodziły się wycofać z Kosowa, ustępując miejsca siłom międzynarodowym. Siły lądowe NATO wkroczyły do Kosowa 12 czerwca. Kampania bombardowań NATO do dziś pozostaje obiektem kontrowersji. Nie uzyskała ona zgody Rady Bezpieczeństwa ONZ i spowodowała śmierć co najmniej 488 jugosłowiańskich cywilów, w tym znaczną liczbę uchodźców z Kosowa.
W 2001 roku Sąd Najwyższy z siedzibą w Kosowie, administrowany przez ONZ, orzekł, że miała miejsce systematyczna kampania terroru, obejmująca morderstwa, gwałty, podpalenia i poważne represje wobec ludności albańskiej, a wojska jugosłowiańskie próbowały zmusić Albańczyków do opuszczenia Kosowa, lecz nie wytępić ich, a zatem nie było to ludobójstwo. Po wojnie sporządzono listę ponad 13 500 osób, które zginęły lub zaginęły podczas dwuletniego konfliktu. Siły jugosłowiańskie i serbskie spowodowały przemieszczenie się od 1,2 do 1,45 miliona Albańczyków z Kosowa. Po wojnie około 200 000 Serbów, Romów i innych osób niebędących Albańczykami uciekło z Kosowa, a wielu spośród pozostałych na miejscu padło ofiarą odwetowych represji władz kosowskich.
Armia Wyzwolenia Kosowa została rozwiązana wkrótce po zakończeniu wojny. Niektórzy jej członkowie walczyli później dla Armii Wyzwolenia Preševa, Medveđy i Bujanovacu w czasie kontynuacyjnego konfliktu w dolinie Preševa, a inni dołączyli do Narodowej Armii Wyzwolenia i Albańskiej Armii Narodowej podczas konfliktu etnicznego w Macedonii, podczas gdy pozostali utworzyli Policję Kosowa.
Międzynarodowy Trybunał Karny dla byłej Jugosławii (MTKJ) skazał sześciu serbsko-jugosłowiańskich urzędników i jednego albańskiego dowódcę za zbrodnie wojenne w Kosowie.